# Hoyt (nome)
Hoyt  è un nome proprio di persona inglese maschile.

## Varianti
- Maschili: Hoyte[2], Hoyce[2]

## Origine e diffusione
È tratto dal cognome inglese Hoyt; secondo alcune fonti, esso sarebbe stato in origine un soprannome usato per indicare una persona smilza, basato sul vocabolo medio inglese hoit, cioè "stecco", "ramoscello". Altre interpretazioni lo considerano invece di origine scandinava, proveniente dal norreno hugu, ossia "mente", "cuore", "spirito" (una radice molto comune nell'onomastica germanica).

## Onomastico
Il nome è adespota, non essendo portato da alcun santo. L'onomastico si può festeggiare il 1º novembre, giorno in cui cade la festa di Ognissanti.

## Persone

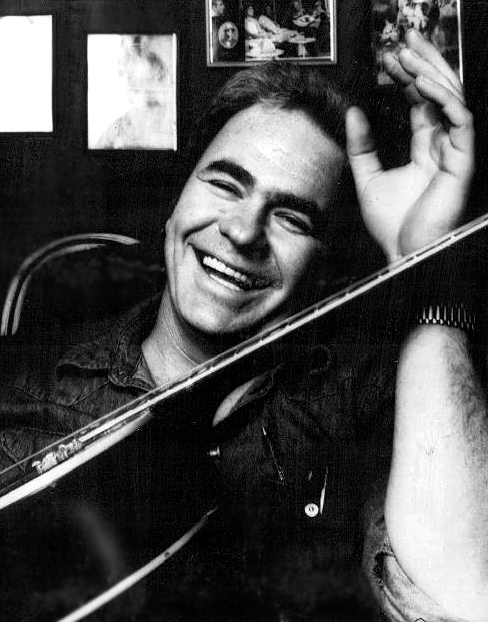
Hoyt Axton

- Hoyt Axton, attore, compositore e cantante statunitense
- Hoyt Bohannon, trombonista statunitense
- Hoyt Corkins, giocatore di poker statunitense
- Hoyt Richards, supermodello e attore statunitense